# Svatopluk Pluskal
Svatopluk Pluskal (Zlín, 28 ottobre 1930 – Ústí nad Labem, 29 maggio 2005) è stato un allenatore di calcio e calciatore cecoslovacco, di ruolo centrocampista.

## Palmarès

### Giocatore

#### Competizioni nazionali
- Campionato cecoslovacco: 8

Dukla Praga: 1953, 1956, 1957-1958, 1960-1961, 1961-1962, 1962-1963, 1963-1964, 1965-1966
- Coppa di Cecoslovacchia: 3

Dukla Praga: 1961, 1965, 1966